# Canzona (literatura)
Canzona (kancona) – rodzaj wiersza lirycznego o tematyce wojennej lub miłosnej, wywodzący się z poezji rycerskiej. Canzona charakteryzowała się kunsztowną budową i składała się zazwyczaj z siedmio- lub jedenastozgłoskowych wersów. Pochodziła z Prowansji, zaś ukształtowała się w okresie średniowiecza we Włoszech. Canzony pisali: Francesco Petrarca (który ukształtował zasady tego typu utworów), Dante Alighieri, Giovanni Boccaccio.
Canzona pojawiła się po raz pierwszy w Polsce w XVI wieku w Rymach duchownych Sebastiana Grabowieckiego; później zaś w twórczości powstającej w czasie baroku (Jan Andrzej Morsztyn), a także Młodej Polski (Jan Kasprowicz).
Terminu canzona używa się także jako wspólnego określenia dla zespołu gatunków lirycznych mających charakter pieśniowy.